# Alojz Šubic
Alojz Šubic, slovenski slikar, * 18. junij 1865, Poljane nad Škofjo Loko, † 15. julij 1905, New York.
Podobarstva in slikarstva se je učil pri očetu, slikarju Bradaški v Kranju, bratu Janezu v Kaiserslauternu, nato pa se je šolal na umetnoobrtni šoli na Dunaju in umetnostni akademiji v Münchnu. Nekaj časa je poučeval risanje v Ljubljani, nato pa si je uredil atelje v Celju. Leta 1905 je odpotoval v ZDA, a je že 15. julija istega leta umrl za kapjo v New Yorku. Slikal je portrete, cerkvene podobe in delal kot restavrator. Njegova je slika sv. Volbenka v cerkvi nad Poljanami.